# سيل (موسيقي)
هنري أولوسيجون أديولا صموئيل (من مواليد 19 فبراير 1963) المعروف باسم سيل ، هو موسيقي ومغني وكاتب أغاني بريطاني. باع أكثر من 20 مليون تسجيل في جميع أنحاء العالم ، مع أغنيته العالمية الأولى «مجنون» ، التي صدرت في عام 1991 ؛ تم إصدار أغنيته الأكثر شهرة ، "Kiss from a Rose"  في عام 1994. فاز بالعديد من الجوائز طوال حياته المهنية بما في ذلك ثلاث جوائز بريت؛ فاز جائزة بريت للفنان البريطاني المنفرد عام 1992. وقد فاز أيضًا بأربع جوائز غرامي وجائزة إم تي في للفيديو الموسيقي. بصفته كاتب أغاني، حصل سيل على جائزتي إيفور نوفيلو لأفضل أغنية موسيقية وغنائية من الأكاديمية البريطانية لكتاب الأغاني والملحنين والمؤلفين عن أغنية "Killer" (1990) و"Crazy" (1991). شارك في مسابقة مسلسل الواقع التلفزيوني الغنائي كمدرب في برنامج ذا فويس في عامي 2012 و2013، وعاد إلى أستراليا ليعمل كمدرب في عام 2017.

## حياته الشخصية
في 22 يناير 2012 ، أعلن كل من سيل وكلوم أنهما انفصلا بعد ما يقرب من سبع سنوات من الزواج. تقدمت كلوم بطلب الطلاق من سيل في 6 أبريل 2012. تم الانتهاء من تسويت طلاقهما في 14 أكتوبر 2014.

## روابط خارجية
- سيل على موقع IMDb (الإنجليزية)
- سيل على موقع ميتاكريتيك (الإنجليزية)
- سيل على موقع روتن توميتوز (الإنجليزية)
- سيل على موقع ألو سيني (الفرنسية)
- سيل على موقع ميوزك برينز (الإنجليزية)
- سيل على موقع أول موفي (الإنجليزية)
- سيل على موقع إن إن دي بي (الإنجليزية)
- سيل على موقع أول ميوزيك (الإنجليزية)
- سيل على موقع ديسكوغز (الإنجليزية)
- سيل على موقع قاعدة بيانات الفيلم (الإنجليزية)